# Lur Errekondo
Lur Errekondo Sola (Usúrbil, Guipúzcoa, 16 de febrero de 1995) es una levantadora de piedra, presentadora de televisión y exjugadora de balonmano. Jugó a balonmano en el equipo donostiarra Bera Bera durante cinco años. En la televisión pública vasca ha presentado los programas Naufragoak para ETB1 y El conquistador del fin del mundo para ETB2.

## Biografía
Lur, a partir de la temporada 2016/2017, jugó en el equipo de honor donostiarra Bera Bera, con el que ganó la Copa Vasca y la Supercopa de España. En su trayectoria tuvo varias lesiones, por lo que decidió dejar el balonmano en 2021.
Tuvo la oportunidad de hacer levantamiento de piedra en la escuela de Izeta y desde entonces ha participado en varios torneos. Debutó el 23 de enero de 2022 en el Campeonato Femenino de Levantamiento de Piedra y se clasificó para la final de Azpeitia. Luego también disputó el torneo Bi Harri de Zarauz, donde quedó tercera. En 2022 ganó el Campeonato de Levantamiento de Piedra de Guipúzcoa.
Ha sido presentadora en los dos canales de Euskal Telebista. En ETB1 presentó el programa de televisión en euskera Naufragoak, junto a Iñigo Vicens, de septiembre a diciembre de 2022, y también presentó en ETB2 el programa El conquistador del fin del mundo, junto con Julian Iantzi, en 2023, y con Patxi Alonso, en 2024 y 2025.

## Carrera deportiva

### En balonmano

#### Equipos
| Los años  | el equipo | la Liga                                                  |
| --------- | --------- | -------------------------------------------------------- |
| 2016-2021 | Bera Bera | Nivel de honor de la liga española femenina de balonmano |

#### Palmarés
- Supercopa de España : 2016-2017.
- Copa del País Vasco : 2017.

### En levantamiento de piedra
- Campeonato de Gipuzkoa (1): 2022

## Vida personal
Su padre es el exjugador de balonmano y político Xabier Mikel Errekondo.